# Zdeněk Doležal
Zdeněk Doležal (ur. 1 września 1931 w Pradze) – czeski łyżwiarz figurowy, startujący w parach sportowych z Věrą Suchánkovą. Uczestnik igrzysk olimpijskich w Cortinie d’Ampezzo (1956), wicemistrz świata (1958), dwukrotny mistrz Europy (1957, 1958) oraz 3-krotny mistrz Czechosłowacji (1956–1958).

## Osiągnięcia
Z Věrą Suchánkovą
| Zawody                     | 1951           | 1952           | 1954           | 1955           | 1956           | 1957           | 1958           |                |                |                |                |                |                |                |                |                |                |
| Międzynarodowe             | Międzynarodowe | Międzynarodowe | Międzynarodowe | Międzynarodowe | Międzynarodowe | Międzynarodowe | Międzynarodowe | Międzynarodowe | Międzynarodowe | Międzynarodowe | Międzynarodowe | Międzynarodowe | Międzynarodowe | Międzynarodowe | Międzynarodowe | Międzynarodowe | Międzynarodowe |
| -------------------------- | -------------- | -------------- | -------------- | -------------- | -------------- | -------------- | -------------- | -------------- | -------------- | -------------- | -------------- | -------------- | -------------- | -------------- | -------------- | -------------- | -------------- |
| Igrzyska olimpijskie       |                |                |                |                | 8              |                |                |                |                |                |                |                |                |                |                |                |                |
| Mistrzostwa świata         |                |                |                | 6              |                |                | 2              |                |                |                |                |                |                |                |                |                |                |
| Mistrzostwa Europy         |                |                |                | 2              | 5              | 1              | 1              |                |                |                |                |                |                |                |                |                |                |
| Krajowe                    |                |                |                |                |                |                |                |                |                |                |                |                |                |                |                |                |                |
| Mistrzostwa Czechosłowacji | 2              | 3              | 3              |                | 1              | 1              | 1              |                |                |                |                |                |                |                |                |                |                |